# Helena Gędziorowska
Helena Gędziorowska, po mężu Wójcicka, ps. „Nana” – polska lekkoatletka.

## Kariera
Jako lekkoatletka reprezentowała kluby: Gimnazjum Realne Tomaszów Rawski (1923), TKS Toruń (1926-1928), Cracovia (1929-1931). Nosiła pseudonim „Nana”. Ustanawiała rekordy Polski w biegach na 60 m (8,2 - 1927), 100 m (13,4 - 1927) oraz trzykrotnie w szafecie 4x100 m (52,9, 52,8 - 1927 i 51,6 - 1928). W tych latach reprezentowała kraj w meczach międzypaństwowym. Dwukrotnie złota medalistka mistrzostw Polski (1927) oraz trzykrotna medalistka z 1929. Poza biegami sprinterskimi uprawiała też skoki wzwyż i w dal, rzuty oszczepem i dyskiem oraz trójbój i pięciobój.